# Paraboea connata
Paraboea connata är en tvåhjärtbladig växtart som först beskrevs av William Grant Craib, och fick sitt nu gällande namn av Cheng Yih Wu och Hsi Wen Li. Paraboea connata ingår i släktet Paraboea och familjen Gesneriaceae. Inga underarter finns listade i Catalogue of Life.